# Repertoireteater
Et repertoireteater er et teater med et bredt repertoire af forestillinger, der alternerer med hinanden i spilplanen. Således kan en forestilling blive i repertoiret i måneder eller år efter premieren. Et repertoireteater er næsten pr definition samtidig et ensembleteater. 
Det modsatte af et repertoireteater er et en suite teater, som færddiggør en forestillings spilleperiode før den næste kan begynde. I Danmark fungerer langt de fleste teatre som en suite teatre, og repertoireteatrene er således i mindretal.
| Kunst og kultur | Spire Denne artikel om scenekunst og teater er en spire som bør udbygges. Du er velkommen til at hjælpe Wikipedia ved at udvide den. |